# Kongo i olympiska sommarspelen 1996
Kongo-Brazzaville deltog i de olympiska sommarspelen 1996 med en trupp bestående av fem deltagare, men ingen av landets deltagare erövrade någon medalj.

## Friidrott
Herrar
Bana
| Idrottare   | Gren                     | Heat omgång 1 | Heat omgång 1 | Heat omgång 2    | Heat omgång 2    | Semifinal        | Semifinal        | Final            | Final            |
| Idrottare   | Gren                     | Tid           | Placering     | Tid              | Placering        | Tid              | Placering        | Tid              | Placering        |
| ----------- | ------------------------ | ------------- | ------------- | ---------------- | ---------------- | ---------------- | ---------------- | ---------------- | ---------------- |
| Hakim Mazou | Herrarnas 110 meter häck | 14,52         | 57            | Gick inte vidare | Gick inte vidare | Gick inte vidare | Gick inte vidare | Gick inte vidare | Gick inte vidare |

Damer
Bana
| Idrottare      | Gren               | Heat omgång 1 | Heat omgång 1 | Heat omgång 2 | Heat omgång 2 | Semifinal        | Semifinal        | Final            | Final            |
| Idrottare      | Gren               | Tid           | Placering     | Tid           | Placering     | Tid              | Placering        | Tid              | Placering        |
| -------------- | ------------------ | ------------- | ------------- | ------------- | ------------- | ---------------- | ---------------- | ---------------- | ---------------- |
| Léontine Tsiba | Damernas 800 meter | 2:08,58       | 31            | N/A           | N/A           | Gick inte vidare | Gick inte vidare | Gick inte vidare | Gick inte vidare |

## Judo
| Idrottare     | Gren                 | Resultat |
| ------------- | -------------------- | -------- |
| Abel Ndenguet | Herrarnas mellanvikt | 21       |